# AmeriKKKa's Most Wanted
AmeriKKKa's Most Wanted utkom den 16 maj 1990 och är rapparens Ice Cubes debutalbum som soloartist. Albumet gästas bland annat av den kvinnliga rapparen Yo-Yo, i låten "It's a Man's World", och av Chuck D, i "Endangered Species (Tales From The Darkside)". I USA blev albumet en framgång såväl kritik- som försäljningsmässigt och anses vara ett av de mest inflytelserika hiphopalbumen under 1990-talet.

## Låtlista
1. "Better Off Dead" - 1:03
2. "The Nigga Ya Love to Hate" - 3:13
3. "AmeriKKKa's Most Wanted" - 4:08
4. "What They Hittin' Foe?" - 1:22 (Med Average White Band)
5. "You Can't Fade Me/JD's Gaffilin'" - 5:12
6. "Once Upon a Time in the Projects" - 3:41
7. "Turn Off the Radio" - 2:37
8. "Endangered Species (Tales From the Darkside)" - 3:21 (Med Chuck D)
9. "A Gangsta's Fairytale" - 3:16
10. "I'm Only Out for One Thang" - 2:10 (Med Flavor Flav)
11. "Get Off My Dick and Tell Yo Bitch to Come Here" - 0:56
12. "The Drive-By" - 1:01
13. "Rollin' Wit the Lench Mob" - 3:43
14. "Who's the Mack?" - 4:35
15. "It's a Mans World" - 5:26 (Med Yo-Yo)
16. "The Bomb" - 3:25